# (32843) 1992 EC18
1992 EC18 (asteroide 32843) é um asteroide da cintura principal. Possui uma excentricidade de 0.09031450 e uma inclinação de 3.27964º.
Este asteroide foi descoberto no dia 3 de março de 1992 por UESAC em La Silla.